# Endeavour Hills
Endeavour Hills är en del av en befolkad plats i Australien. Den ligger i kommunen Casey och delstaten Victoria, omkring 32 kilometer sydost om delstatshuvudstaden Melbourne. Antalet invånare är 25 000.
Runt Endeavour Hills är det tätbefolkat, med 286 invånare per kvadratkilometer.. Närmaste större samhälle är Berwick, omkring 10 kilometer sydost om Endeavour Hills.
Runt Endeavour Hills är det i huvudsak tätbebyggt. Genomsnittlig årsnederbörd är 1 251 millimeter. Den regnigaste månaden är maj, med i genomsnitt 154 mm nederbörd, och den torraste är januari, med 51 mm nederbörd.